# 시카고 대학교 법학대학원
시카고 대학교 로스쿨(University of Chicago Law School)은 미국 시카고 대학교의 법학전문대학원이다. 3년 J.D.(법무박사), 1년 LL.M.(법학석사), J.S.D.(법률과학박사) 학위과정을 제공한다. 1902년에 개교하였으며 법경제학을 창안한 것으로 유명하고, 회사법과 계약법 분야에서는 전미 No.1 로스쿨로 평가받고 있다. 이곳에서 버락 오바마 미국 대통령이 12년간 헌법학 강의를 하였다.
매년 190명 정원에 5,000여명의 학생들이 지원한다. 최근 2023년 J.D. 신입생들의 LSAT 점수 25th/75th 퍼센타일은 169/175, 중간값은 173이었으며 학부 GPA 25th/75th 퍼센타일은 3.81/3.97, 중간값은 3.91이었다.
시카고 로스쿨은 예일, 스탠포드와 함께 연방 로클럭(Federal Clerkship)에 취업하는 비율이 가장 높은 로스쿨로 손꼽힌다. 또한, 2015년~2021년 시카고 로스쿨 졸업생 기준 약 11%가 매출 순위 'Top 10' 미국 로펌에 근무하고 있는데, 이는 예일, 스탠포드, 하버드를 압도하는 수치로써 일류 로펌 취업비율은 미국 로스쿨 중 독보적인 1위인 것으로 조사되었다. 특히 미국 Top Tier로펌 중 Kirkland & Ellis, Sidley Austin, Skadden에는 시카고 로스쿨 출신이 가장 많이 입사하고 있는 것으로 확인된다. 가령, 2015~2021년 시카고 로스쿨 졸업생의 3%가 넘는 77명이 Kirkland에 입사했으며, Sidley와 Skadden엔 각각 졸업생의 약 2%가 입사하였다. 
시카고 대학교 로스쿨은 《U.S. 뉴스 & 월드 리포트》가 매년 발행하는 미국 로스쿨 순위에서 예일, 스탠포드와 함께 Top 3에 랭크되어 있다. 한편, 시카고 로스쿨은 소규모 입학정원을 고수하고 있으며, 미국 최상위권 로스쿨 중에서도 합격이 무척 어려운 것으로 알려져 있다.  

## 출신 인사

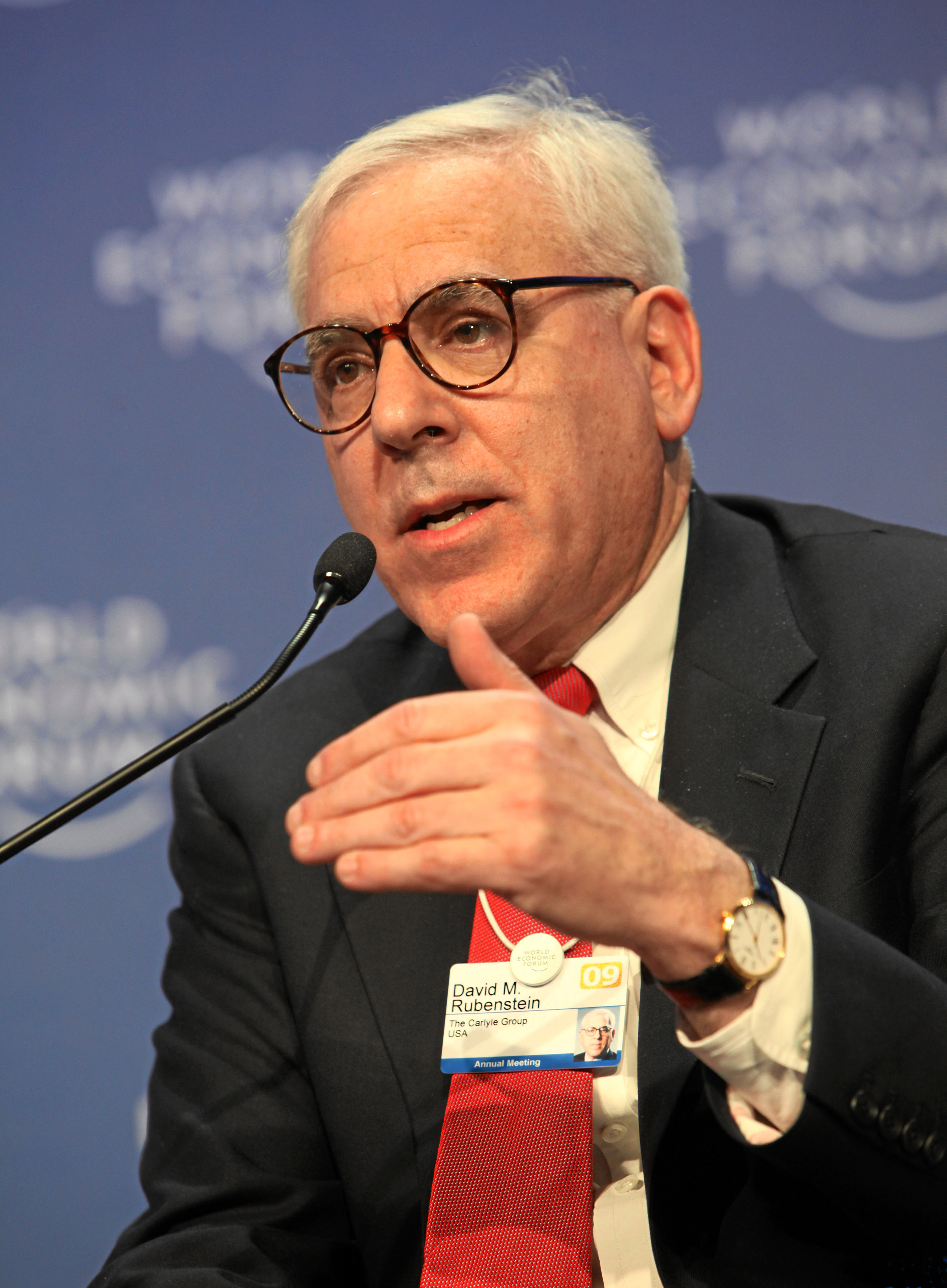
데이비드 루벤스타인

- 프랭크 이스터브룩[6]: 연방 제7순회 항소법원 판사 1985-
- 람지 클라크: 미국 법무장관 1967-1969
- 에드워드 H. 레비: 미국 법무장관 1975-1977
- 존 애쉬크로프트: 미국 법무장관 2001-2005
- 존 B. 에머슨: 주독일 미국대사 2013-
- 제임스 코미: FBI 국장 2013-
- 애덤 실버: NBA 커미셔너 2014-
- 제롬 프랭크: 미국 증권거래위원회(SEC) 회장 1939-1941
- 필립 E. 존슨: 지적 설계 운동을 주도한 법학자
- 크리스토퍼 L. 아이스그루버: 프린스턴 대학교 총장 2013-
- 제프리 팔머: 뉴질랜드 총리 1989-1990
- 데이비드 루벤스타인: 칼라일그룹 공동설립자, 현 회장
- 다니엘 닥터로프: 블룸버그 L.P. 사장/CEO 2011-
- 매여오: 중화민국 법무부 부장 1948-1949
- 김영무 (MCL): 김앤장 법률사무소 설립변호사

## 주요 간행물
- 시카고 대학교 로리뷰 (University of Chicago Law Review)

## 관련 문헌
- 미국 로스쿨 유학안내 , A.P.Seoul, 백산출판사, 2000.
- 미국 로스쿨 혼자서 가기(대화로 푸는 로스쿨 진학 안내서), 문봉섭, 서원, 2003.

## 공식 홈페이지
- (영어) 공식 홈페이지